# Chili and the Whalekillers
Chili and the Whalekillers ist eine österreichisch-isländische Alternative-Rock-Band aus Salzburg und Reykjavík.

## Geschichte
Die Band wurde im Sommer 2009 durch die Songwriter Chili Tomasson und Hjörtur Hjörleiffsson gegründet. Bis sich unter den Mitgliedern eine feste Formation herausbildete spielten Chili and the Whalekillers Konzerte in Salzburg und Island. Nach dem Release des ersten Albums The Tragic Tale of Julie and the Crying Clown folgten Konzerte auf der Biennale 2011 in Salzburg und erstmaliges Erscheinen in österreichischen Medien.
Im Frühling 2012 wurde in Salzburg das zweite Album The Banker on the Run veröffentlicht. Das Konzeptalbum, in dem sich die Band mit der Weltwirtschaftskrise befasste, wurde erneut positiv von den Medien aufgenommen.
2014 schaffte es die Gruppe mit dem gleichnamigen Titelstück ihres dritten Albums Turn überraschend bis auf Platz 3 der isländischen Charts.
Die Mitglieder der Band leben derzeit in Wien.

## Diskografie
Alben
- 2011: The Tragic Tale of Julie and the Crying Clown
- 2012: The Banker on the Run
- 2013: Turn
- 2015: A Dot in the Sky
- 2016: Words on Tuesdays
- 2019: Are You Happy?